# Великий самозванец (фильм, 1961)
«Великий самозванец» (англ. The Great Impostor) — американский художественный фильм режиссера Роберта Маллигана 1961 года выпуска. Снят по одноименному произведению Роберта Крайтона, описывающему приключения знаменитого самозванца Фердинанда Демара.

## Сюжет
Годы Великой депрессии. Юный Фердинанд Уолдо Демара растет в семье разорившегося предпринимателя. Родители хотят, чтобы их сын получил достойное образование и смог выбраться из бедности, но у него другие планы на жизнь. Юноша бросает католическую школу и сбегает из дома. Несколько лет спустя он является солдатом армии США. Фердинанд хочет получить офицерское звание и показывает лучший результат на экзамене, но из-за отсутствия аттестата о среднем образовании ему отказывают. Парень подделывает документы, но при первой же проверке его обман замечают и отдают под трибунал. Демара инсценирует самоубийство и сбегает на свободу. Он приходит в католический монастырь, где выдает себя за священника. Но затворнический и аскетичный образ жизни оказывается ему не по душе, и Фердинанд решает уйти. Меняя имена, Фердинанд работает в тюрьме, хирургом на корабле и учителем в школе, и везде оставляет о себе самое лучшее впечатление...

## В ролях
- Тони Кёртис —  Фердинанд Уолдо Демара
- Эдмонд О’Брайен — капитан Гловер
- Гэри Меррилл —  Фердинанд Уолдо Демара старший  — отец
- Карл Молден — отец Девлин
- Рэймонд Мэсси — Эббот
- Артур О’Коннелл — Ворден Чендлер
- Жанетт Нолан — мать Фердинанда-мл.
- Сью Эни Лэнгдон — Юлали
- Горшин Фрэнк — Барни

## Номинации кинопремий
- 1961 — Laurel Awards — 4-е место в категории «лучшая комедия»
- 1962 — Премии Гильдии режиссёров Америки — номинация в категории «лучшая режиссура полнометражного фильма»[2]